# Početí
Početí neboli koncepce (conceptio) je oplodnění lidského vajíčka. Spočívá v proniknutí spermie do zralého vajíčka. Postupně dochází k dělení vajíčka a vývoji lidského plodu. Doba od početí po porod se nazývá těhotenství a trvá průměrně 280 dní (40 týdnů).

## Zabránění početí
Zabránění početí se provádí antikoncepcí. Nejužívanější mužskou antikoncepcí je kondom, který se aplikuje ještě před pohlavním stykem. Prostředkem ženské antikoncepce je soulož pouze v neplodných dnech. Běžně používanou antikoncepcí je také přerušení soulože. Současná medicína nabízí ženám i hormonální antikoncepci, která je velmi spolehlivá, ačkoli nezabraňuje přenosu pohlavních chorob.

## Zázračná početí v náboženství
Neposkvrněné početí Panny Marie je dogmatem katolické církve, podle kterého byla matka Ježíše Krista při svém početí pro zásluhy Ježíše Krista Bohem uchráněna před dědičným hříchem. O Panně Marii křesťané věří, že Ježíše Krista počala panensky působením Ducha Svatého, tj. třetí osoby Boží Trojice, bez účasti muže.

## Ovlivnění pohlaví dítěte
Mezinárodní úmluvy svolují k ovlivnění pohlaví dítěte u párů lékařem, kde je jisté, že pokud se narodí dítě určitého pohlaví, bude mít genetickou vadu. Při umělém oplodnění se vyberou vajíčka oplodněná příslušnou spermií. Ovlivňovat pohlaví dítěte jen na přání budoucích rodičů je nezákonné.

### Babské rady
Lidé vždy toužili ovlivnit pohlaví svých dětí, ale až donedávna k tomu neměli spolehlivé prostředky. Nicméně se spoléhali na některé postupy, které jsou dnes spíše úsměvné. Je velmi nepravděpodobné, že by měly rady nějaký pevný vědecký podklad.[zdroj?]

#### Recepty pro početí dívky
- Pohlavní styk 2 až 3 dny před ovulací
- V sudý den v měsíci počaté dítě bude dívka.
- Žena by měla jíst ryby a zeleninu.
- Když žena svede muže, narodí se dívka.
- Muž pracující v blízkosti radaru počne se svou partnerkou dívku. Radarové záření negativně ovlivňuje životaschopnost těch spermií, které přenášejí mužský chromozom.
- Teplota spermií má vliv na pohlaví, a tak muži nosící volné spodní prádlo se mohou těšit na dívku.
- Pokud má partnerka mladší krev, narodí se dívka. (Podle pověry se krev mění každých 7 let.)
- Holčičku snáze počne pár za úplňku nebo odpoledne.[1]

#### Recepty pro početí chlapce
- Pohlavní styk nejlépe v den ovulace nebo den před tím
- Liché dny v měsíci přejí početí chlapců.
- K chlapci dopomůže červené maso.
- Páru pracujícímu na potomkovi, když měsíc stojí v Beranu, Blížencích, Lvu, Vahách, Střelci nebo Vodnáři, narodí se kluk.
- Když muž svede dívku, narodí se chlapec.
- Partner mající v oblibě těsné spodní prádlo počne chlapce.
- Pokud má partner mladší krev, narodí se chlapec. (Podle pověry se krev mění každých 7 let.)
- Pokud ženina hlava směřuje při milování na sever, chlapeček je zaručený.
- Měsíc ve čtvrti přeje zplození chlapce.[1]